# Szymon Gumularz
Szymon Gumularz est un joueur d'échecs polonais né le 22 décembre 2001 à Myślenice, grand maître international depuis 2021.
Au 1er mai 2023, il est le huitième joueur polonais avec un classement Elo de 2 587 points.

## Biographie et carrière
Kamil Dragun a remporté la médaille de bronze au championnat du monde des moins de 16 ans en 2017 à Montevideo (avec 8,5 points sur 11) et la médaille de bronze au championnat du monde des moins de 18 ans en 2018 à Porto Carras (en Chalcidique), avec 8 points sur 11. 
Il obtint le titre de grand maître international en 2021. La même année, il remporta le quatorzième Paleochora Open en juillet 2021, avec 7,5 points sur 9, ex æquo avec Solodovnichenko (vainqueur au départage), Banikas et Theodórou.
En mars 2023, il marque 7,5 points sur 11 au championnat d'Europe d'échecs individuel et finit à la 21e place, ce qui le qualifie pour la Coupe du monde d'échecs 2023.
En mai 2023, Gumulaez remporte la médaille de bronze championnat de Pologne d'échecs en battant Jan Malek en huitième de finale, puis Mateusz Bartel en quart de finale et Kacper Piorun lors du match de classement pour la troisième place,.
Gumularsz représenta la Pologne lors du championnat du monde par équipe cadets (moins de 16 ans) en décembre 2014 au troisième échiquier.